# Astropectinides
Astropectinides is een geslacht van kamsterren uit de familie Astropectinidae.

## Soorten
- Astropectinides callistus (Fisher, 1906)
- Astropectinides ctenophora (Fisher, 1906)
- Astropectinides mesactus (Sladen, 1883)